# 潭湾镇
潭湾镇，是中华人民共和国湖南省怀化市辰溪县下辖的一个乡镇级行政单位。

## 行政区划
潭湾镇下辖以下地区：
潭湾社区、杨溪村、老田村、杉林村、溪边村、柏林村、株木柁村、王坪桥村、覃家塘村、岩溪口村、赊冲村、小田坪村、麻田村、茅棚冲村、马路坪村、南庄坪村、枫香冲村、石牌村、三甲塘村和桥湾村。